# Paria-öböl
A Paria-öböl egy 7800 km² területű sekély beltenger Trinidad (Trinidad és Tobago) szigete és Venezuela keleti partja között. Eredeti neve Golfo de la Ballena (a bálna öble) volt, melyet Kolumbusz Kristóf adott neki. A Karib-tengerrel a Bocas del Dragónon keresztül, a Paria-félsziget és a Chaguaramas-félsziget között, és a Kolumbusz-csatornával a Boca del Serpientén keresztül, a Cedros-félsziget és az Orinoco-delta között van összekötve. 
A Paria-öbölnek az esős évszakban a sótartalma 23 ppt-nél (parts per thousand) alacsonyabb. Az öbölben fontos a halászat. Legfőbb kikötői Port of Spain-ben, Point Lisas-ban (mindkettő Trinidad és Tobago) és Pedernales-ben (Venezuela) vannak.

## Fordítás
- Ez a szócikk részben vagy egészben  a   Gulf of Paria című angol Wikipédia-szócikk fordításán alapul.  Az eredeti cikk szerkesztőit annak laptörténete sorolja fel. Ez a jelzés csupán a megfogalmazás eredetét és a szerzői jogokat jelzi, nem szolgál a cikkben szereplő információk forrásmegjelöléseként.